# Lipa (czasopismo)
Lipa: wesołe pismo wychodzi w Polsce w dniach grozy – polskie konspiracyjne czasopismo satyryczne wydawane w na ziemiach okupowanych przez Niemcy w latach II wojny światowej. Dwutygodnik ukazywał się nieregularnie od 1 października 1940 do 20 marca 1941 (7 numerów). Niekiedy drukowano je na wspólnym arkuszu z „Miastem i Wsią” (wiosna 1941). Pismo było redagowane w Warszawie przez zespół dziennikarzy „Szpilek”: Andrzeja Kobyłeckiego. i Kazimierza Gorzkowskiego, tworzących grupę konspiracyjną „Godziemba”. Oficjalnie wydawcą pisma była nieistniejąca firma „Lipa – Szpilka” SA. Na łamach „Lipy” publikowali m.in. Tadeusz Hollender i Leopold Staff. Pismo ilustrował Stanisław Miedza-Tomaszewski.